# Ailia coila
Ailia coila és una espècie de peix de la família dels esquilbèids i l'única del gènere Ailia.

## Morfologia
- Els mascles poden assolir 30 cm de longitud total.[1][2]

## Reproducció
És ovípar i els ous no són protegits pels pares.

## Hàbitat
És un peix pelàgic i de clima tropical.

## Distribució geogràfica
Es troba a Àsia: el Pakistan, l'Índia, Bangladesh i el Nepal.